# The Vault: Old Friends 4 Sale
A The Vault: Old Friends 4 Sale az amerikai zenész, Prince huszonkettedik stúdióalbuma, amely 1999. augusztus 24-én jelent meg. Az album már 1996-ban készen volt, de a Warner csak három évvel később adta ki, nem sokkal Prince Rave Un2 the Joy Fantastic albumának megjelenése előtt. Ez volt az utolsó Prince-album, melyet a Warner Bros. adott ki az 1992-es szerződése alatt.

## Háttér és promóció

### Háttér
A The Vault: Old Friends 4 Sale volt az első Prince-album, amelyet a Warner Bros. adott ki a tizennyolcadik stúdióalbuma, a Chaos and Disorder óta (1996). Az előző három albuma, az Emancipation-t (1996), a Crystal Ball-t (1998), és a The Truth-t (1998) mind az NPG Records adta ki, függetlenül.

### Promóció, kislemezek
A korábbi albumaival ellentétben, Prince nem turnézott az album megjelenése után, és nem tett sokat a promóció érdekében. A One Nite Alone… (2002) megjelenéséig nem igazán koncertezett.
Az „Extraordinary” volt az album egyetlen kislemeze, amely 1999. augusztus 10-én jelent meg, két héttel az album előtt. A kislemez nem jutott fel a Billboard Hot 100-ra, sorozatban a hatodik kislemeze, melynek ez nem sikerült.
Három promocionális kislemez jelent meg. A "The Rest of My Life" Japánban, a "5 Women" és az "It's About That Walk" Németországban.

## Számlista
Az összes dal szerzője Prince. 
| 1.    | The Rest of My Life     | 1:40 |
| 2.    | It's About That Walk    | 4:26 |
| 3.    | She Spoke 2 Me          | 8:20 |
| 4.    | 5 Women                 | 5:13 |
| 5.    | When the Lights Go Down | 7:11 |
| 6.    | My Little Pill          | 1:09 |
| 7.    | There Is Lonely         | 2:29 |
| 8.    | Old Friends 4 Sale      | 3:27 |
| 9.    | Sarah                   | 2:53 |
| 10.   | Extraordinary           | 2:28 |
| 39:17 |                         |      |

## Slágerlista
| Slágerlista (1999)                   | Legmagasabb pozíció |
| ------------------------------------ | ------------------- |
| Osztrák Albumok (Ö3 Austria)         | 40                  |
| Belga Albumok (Ultratop Flanders)    | 31                  |
| Holland Albumok (Album Top 100)      | 16                  |
| Francia Albumok (SNEP)               | 64                  |
| Német Albumok (Offizielle Top 100)   | 44                  |
| Svájci Albumok (Schweizer Hitparade) | 21                  |
| UK Albums (OCC)                      | 47                  |
| US Billboard 200                     | 85                  |